# 土芹
土芹（学名：Apium graveolens var. secalinum），又称土芹菜、毛芹（菜）、毛驴菜、香毛芹（菜）、本芹（菜）、小香芹、唐芹、塘芹、中芹、小芹菜，是中国大陆以及香港、澳门、台湾传统栽培的芹菜类型。土芹跟西芹相比菜杆更细、菜叶更多、味道更浓。